# Prosopocera ferrierei
Prosopocera ferrierei là một loài bọ cánh cứng trong họ Cerambycidae.